# 5091 Ісаковський
5091 Ісаковський (5091 Isakovskij) — астероїд головного поясу, відкритий 25 вересня 1981 року.
Тіссеранів параметр щодо Юпітера — 3,330.